# Retenue d'eau en France
Une retenue d’eau, ou un réservoir d'eau, est une surface en eau lentique, d'origine anthropique, et, par extension, toute installation ou ouvrage permettant de stocker de l'eau captée dans le milieu naturel avant sa distribution dans un réseau, quelle que soit sa finalité (agricole, soutien à l'étiage, usage pour l'alimentation en eau potable, maintien de la sécurité des personnes ou autres usages économiques).

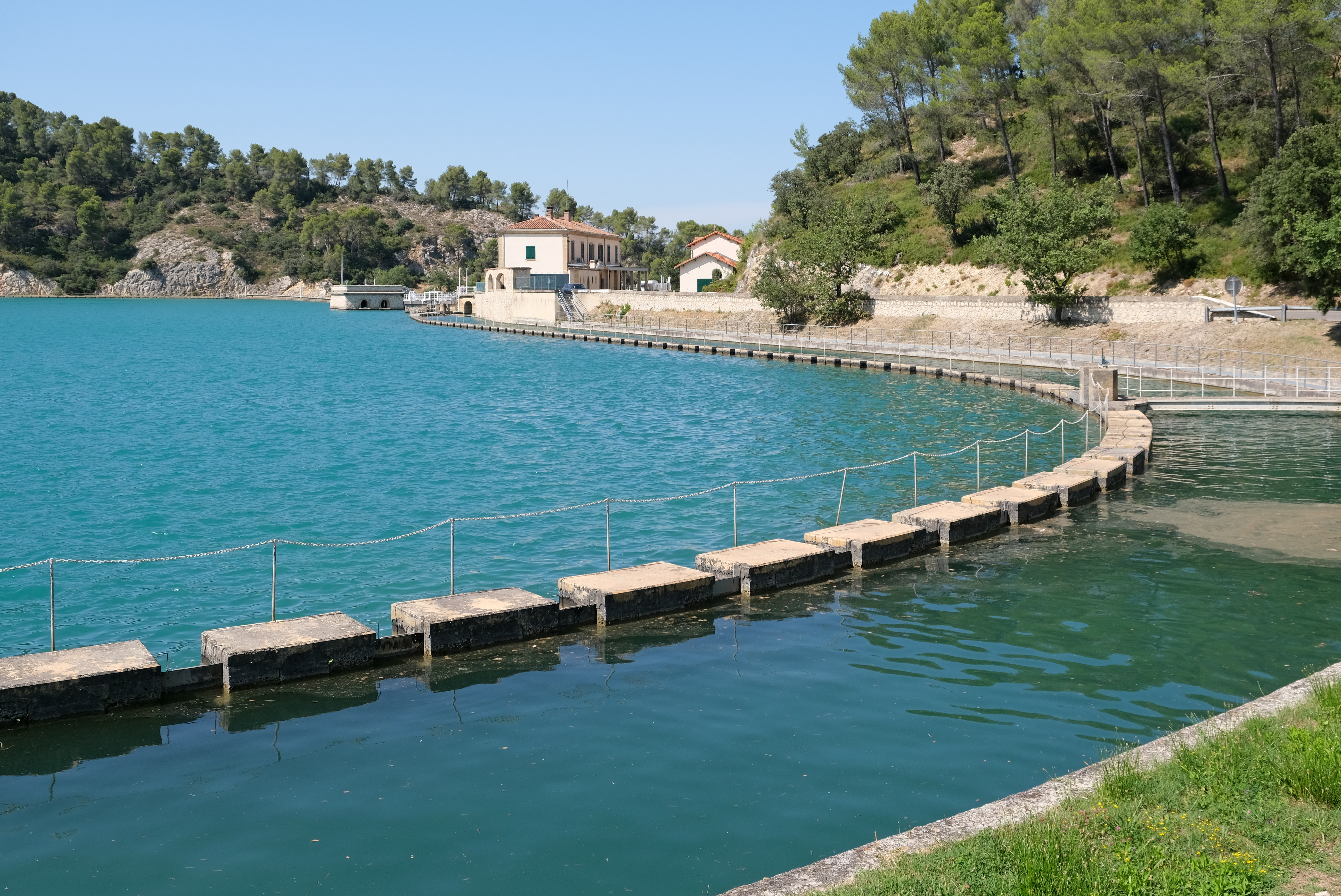
La retenue d'eau de St-Christophe sur le canal de Marseille à Rognes.

En France, il existerait près de 34000 plans d’eau douce, d'origine naturelle ou anthropique, dont 535 ont une superficie supérieure à cinquante hectares. Mais ce chiffre semble sous-estimé. Un inventaire est lancé en 2022 afin de connaître le nombre exact de retenues d'eau et leurs types.
Le cadre juridique de conception, construction et exploitation des retenues en France est relativement complexe. Il relève notamment de plusieurs codes : urbanisme, environnement, santé publique, minier.
Les différents impacts potentiels de l’implantation d'une retenue ou d'un ensemble de retenues sont de trois ordres : quantitatifs (modifications de l'hydrologie et des débits des cours d’eau ainsi que du bilan hydrique pouvant amener une augmentation des sécheresses), qualitatifs (modifications hydromorphologiques, impacts physico‐chimiques et biologiques) et économiques et sociétaux (conflits d'usage, guerre de l'eau). Des pistes de solution existent néanmoins pour limiter leur impact, voire pour avoir une approche différente de la gestion quantitative et qualitative de la ressource en eau.

## Histoire

### Antiquité
Dès l'époque romaine il existe en France des barrages en maçonnerie et des moulins. On en trouve des traces, ou des fondations, en Provence.

### Du Moyen Âge jusqu'aux temps modernes

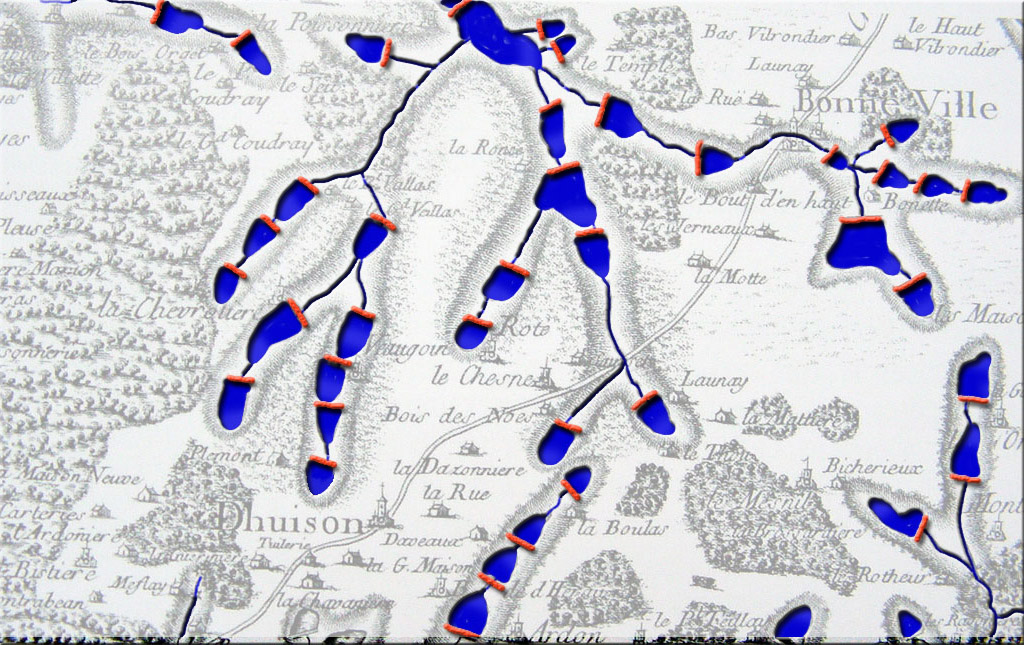
Extrait de la carte de Cassini (1790). Du Moyen Âge jusqu'au XVIIe siècle, les moines et les paysans ont activement modifié le réseau hydrographique, notamment en établissant de nombreux petits barrages.

Vers le XIIe siècle se développent les étangs piscicoles, autour des abbayes notamment, dans les régions au sol peu perméable, étangs dont beaucoup subsistent, même s'ils sont intégrés au paysage au point de devenir quasi invisibles pour le voyageur pressé. Les étangs de la Dombes relèvent de cette catégorie. Mais ces barrages restent de hauteur modeste. Le premier grand barrage français, de plus de 15 m de hauteur, date de Louis XIV et est le barrage de Saint-Ferréol, toujours en service, associé au Canal des Deux-Mers, de l'Atlantique à la Méditerranée en empruntant la vallée de la Garonne.
À la fin du XIIIe siècle, ruisseaux et rivières avec ou sans dérivation sont équipés de dizaines de milliers de moulins. L'utilisation de l'énergie hydraulique avec des systèmes de transmission très élaborés commence à cette époque. Dès la fin du XIIIe siècle le nombre de moulins dénombré à la Révolution française est proche du chiffre de 100 000.
Du XVIe au XIXe siècle, les besoins énergétiques de la sidérurgie au bois sont à l'origine de la réalisation de très nombreux lacs de forge de plusieurs dizaines d'hectares de superficie, stockant plusieurs millions de mètres cubes.

### Révolution industrielle et époque contemporaine

#### Multiplication des grands lacs de barrages, pour les besoins énergétiques
En Provence, on a pu se contenter longtemps de l'eau prélevée directement par des canaux qui restent alimentés toute l'année par des rivières pérennes. Mais les besoins augmentent et le second grand barrage français (celui de Caromb construit un siècle après celui de Saint-Ferréol) est destiné à l'irrigation. Les ouvrages se multiplient depuis et continuent à se construire.
La révolution industrielle est à l'origine du développement sans précédent de la construction des barrages qui est commandée par l'augmentation des besoins énergétiques qui trouve une solution avec l'électricité à partir de 1881, de la demande en eau potable et de l'irrigation, et à la protection contre les crues. En France, on dénombre 35 grands barrages en 1900, 61 en 1919, 569 en 1998.

#### Châteaux d'eau et citernes, pour l'alimentation en eau potable
Au milieu du XIXe siècle, la généralisation de la machine à vapeur rend possible la réalisation de réseaux d’adduction sous pression desservant les logements individuels. Parallèlement sont construits de multiples réservoirs (châteaux d'eau, citernes enterrées, etc) dont le rôle principal est de réguler l’arrivée de l’eau qui se répartit uniformément sur les vingt-quatre heures et la consommation qui est variable selon l’heure de la journée. En 1930, seulement 23 % des communes disposent d’un réseau de distribution d'eau potable à domicile. En 1945, 70 % des communes rurales ne sont toujours pas desservies. Il faut attendre la fin des années 1980 pour que la quasi-totalité des Français bénéficient de l’eau courante à domicile.

#### Années 1960: développement des retenues collinaires, pour les besoins agricoles
Après la Seconde guerre mondiale, durant la décennie 1950 et dans un contexte de pénurie alimentaire et de forte demande de production agricole, le concept de retenue est repris en Italie, en particulier en Toscane, sous le nom de « lago collinare ». Il passe en France, dès le début des années 1960 d’abord dans le Sud-Ouest (bassin de la Garonne), puis dans le bassin du Rhône et en Provence pour s'étendre ensuite progressivement, quoique de façon beaucoup moins dense, au nord de la Loire. Il s'en est construit au moins 10 à 20 000 jusqu'au milieu des années 1970. Il est probable que plus de 50 % de ces aménagements ont été abandonnés ou détruits depuis lors. Cependant, les constructions ont repris depuis les années 1990.

#### Années 1990: apparition des réserves de substitution
Les réserves de substitution, destinée à stocker l'eau prélevée l'hiver pour irriguer les cultures en période de sécheresse, apparaissent sporadiquement dans les années 1990. Mais elles se développent principalement à partir de 2010 lorsque le gouvernement incite à la construction de retenues supplémentaires, si les mesures d'économie d'eau ne suffisent pas et dès lors que cela ne remet pas en cause les
objectifs environnementaux de la Directive-cadre sur l'eau, notamment en autorisant les agences de l'eau à financer ces projets jusqu'à un taux de 70 %. En 2023, une centaine de projets sont dénombrés en France, notamment dans les Deux-Sèvres, la Vienne et la Vendée.

## Typologie

### Typologie selon alimentation et usages
Il existe une grande variété des types de retenues, selon qu’il s’agisse des usages qui leur sont associés, de leur mode d’alimentation, de leur mode de restitution de l’eau, de la qualité de l’eau qu’elles collectent, ou d’autres caractéristiques de leur environnement. Les typologies suivantes sont issues du « rapport préliminaire en vue de l'expertise collective sur l'impact cumulé des retenues », établi publié par l’IRSTEA et l'ONEMA en décembre 2015 :
- typologie selon le mode d'alimentation : pompage dans la nappe, pompage dans la rivière, ruissellement et alimentation gravitaire, retenue en dérivation, retenue en barrage ;
- typologie selon le mode de restitution au milieu aquatique ;
- typologie selon les usages, selon qu'elles consomment ou pas d'eau : production hydroélectrique, soutien d’étiage, irrigation, pisciculture ou pêche de loisir, tourisme, sports d’eau, neige de culture, réservoir pour lutter contre les incendies, etc.

### Typologie selon la taille

#### Grands lacs de barrages
Les lacs de barrage sont alimentés par le ruissellement des eaux et la confluence de cours d'eau situés en amont. Ils peuvent être répartis selon le volume des eaux maintenues et donc selon la classe de taille du barrage qui retient les eaux, selon leur usage ou selon le type de construction du barrage.
Selon la commission internationale des grands barrages (CIGB), est considéré comme grand barrage tout barrage d’une hauteur supérieure à 15 mètres, des fondations les plus basses à la crête, ou tout barrage dont la hauteur est comprise entre 5 et 15 mètres et qui retient plus de 3 millions de mètres cubes d'eau. Le système mondial d'information sur l'eau et l'agriculture de la FAO (AQUASTAT) recense en 2015 114 grands barrages répondant à cette définition en France.
Les cinq plus grandes retenues d'eau de types lacs de barrage, en termes de volumes, sont les suivantes :
| Rang | Nom du lac ou du cours d'eau | Département                    | Volume de retenue en millions de m3 | Altitude de retenue (mètres NGF) | Superficie (km2) | Nom du barrage          | Type de barrage     | Année de mise en service | Hauteur du barrage (mètres) |
| ---- | ---------------------------- | ------------------------------ | ----------------------------------- | -------------------------------- | ---------------- | ----------------------- | ------------------- | ------------------------ | --------------------------- |
| 1    | Sinnamary                    | Guyane                         | 3 500                               | 35                               | 310              | Barrage de Petit-Saut   | Barrage en BCR      | 1994                     | 37                          |
| 2    | Lac de Serre-Ponçon          | Hautes-Alpes                   | 1 200                               | 780                              | 29               | Barrage de Serre-Ponçon | Barrage à noyau     | 1960                     | 124                         |
| 3    | Lac de Sainte-Croix          | Var et Alpes-de-Haute-Provence | 761                                 | 477                              | 21,8             | Barrage de Sainte-Croix | Barrage voûte       | 1974                     | 93                          |
| 4    | Lac de Vouglans              | Jura                           | 605                                 | 429                              | 16,5             | Barrage de Vouglans     | Barrage voûte       | 1970                     | 103                         |
| 5    | Dordogne                     | Cantal Corrèze                 | 220                                 | 342                              | 7,5              | Barrage de l'Aigle      | Barrage poids-voûte | 1946                     | 84                          |

#### Moyennes et petites retenues
Les retenues de moyenne ou petite taille ont souvent une vocation agricole, et servent principalement pour l'irrigation et l’abreuvement du bétail. Ces retenues collectent et stockent l'eau de pluie pour sécuriser les moyens de subsistance et augmentent les rendements des cultures. Elles se sont avéré des outils essentiels pour surmonter les aléas du climat et ainsi stabiliser les rendements des cultures.
Il existe une grande variété des types de moyennes et petites retenues, selon qu’il s’agisse des usages qui leur sont associés, de leur mode d’alimentation, de leur mode de restitution de l’eau, de la qualité de l’eau qu’elles collectent, ou d'autres caractéristiques de leur environnement. Si on extrait les citernes, châteaux d'eau et autres bassins, les retenues collinaires et les réserves de substitution sont les principales, selon le « rapport préliminaire en vue de l'expertise collective sur l'impact cumulé des retenues », publié par l’IRSTEA et lONEMA en décembre 2015.
| Type de retenue         | Source d'alimentation            | Période d'alimentation |
| ----------------------- | -------------------------------- | ---------------------- |
| Retenue de substitution | Cours d'eau ou nappe alluviale   | Hors période d'étiage  |
| Retenue de substitution | Pompage dans une nappe           | Hors période d'étiage  |
| Retenue collinaire      | Eaux de ruissellement uniquement | Toute l'année          |

### Typologie selon le mode de construction

#### Ouvrages de stockage en béton
La première famille d'ouvrages comprend les réservoirs d'eau, constitués par une ou plusieurs cuves dont le fond, situé au niveau du sol ou en dessous, repose sur celui-ci directement ou par l’intermédiaire de tout mode de fondation :
- les châteaux d'eau, constitués par une ou plusieurs cuves surélevées par rapport au sol et supportées par des tours, murs, poteaux ou piliers. Certains ouvrages peuvent comporter des combinaisons de ces deux dispositions principales ;
- les réservoir d’eau destinés à la consommation humaine ;
- les réservoir d’eau à usage divers ;
- les réservoirs de lutte contre l'incendie.

Plusieurs autres types d'ouvrages existent :
- les canaux et aqueducs ;
- les bassins et déversoirs d'orage sur les réseaux d’assainissement ;
- les bassins de pollution et de rétention en site urbain ;
- les stations d'épuration, des ouvrages contenant de l’eau éventuellement chargée de matières dissoutes ou en suspension ;
- les piscines.

## Dénombrement des plans d'eau
Le recensement officiel de tous les plans d’eau du territoire français n’a jamais été effectué en tant que tel, au sens où les chiffres de 2013 publiés par le Service de l’observation et des statistiques du ministère de l'Écologie, du Développement durable, des Transports et du Logement, soit « près de 34000 plans d’eau douce », proviennent de la somme d’inventaires partiels réalisés à partir de méthodologies hétérogènes et à des échelles cartographiques différentes.

### Premiers inventaires manuels
Chronologiquement, ce sont les étangs qui ont été en premier inventoriés (fin XVIIIe siècle) car ils avaient une finalité économique et les connaître, c’était pouvoir taxer leurs propriétaires ou les activités induites. Avec l’industrialisation de la société, la fin progressive de l’influence religieuse sur les régimes alimentaires et l’accès aux ressources halieutiques marines, les étangs sont passés économiquement de la lumière à l'ombre, entraînant un désintérêt politique et scientifique pour leur connaissance. En revanche, à partir de la fin du XIXe siècle, ce sont les lacs, en particulier alpins et jurassiens, qui ont attiré l’intérêt de la communauté scientifique en lien avec les écoles suisses et allemandes, précurseurs dans le domaine de la limnologie.

### Outils d'information géographique
Les nouveaux moyens technologiques mis à disposition (SIG, image satellite...) offrent la possibilité d’effectuer à moindre coût une localisation précise pouvant à terme être complétée par des renseignements divers (principe du référentiel) et non un simple décompte.
Une première source de données est le référentiel des masses d’eau « plans d’eau » des six agences de l’eau d’où il ressort un total surprenant de 456 plans d’eau pour la totalité de la France métropolitaine, avec une superficie globale comprise entre 1 100 et 1 400 km2 selon D. Banas (2011), tous les autres plans d’eau de taille inférieure étant assimilés à des cours d’eau, alors même que le fonctionnement des plans d’eau et des cours d’eau n’est pas le même.
BD Carthage est souvent présentée comme la base de référence concernant l’hydrographie en France. O. Cizel précise en 2010 à partir de cette base qu’« il existe près de 34000 plans d’eau douce, dont 535 ont une superficie supérieure à cinquante hectares », chiffre repris sur le site Internet officiel du ministère de l’Écologie, du Développement durable, des Transports et du Logement, lui-même issu de la BD Carthage 2009, mais selon les auteurs de l’étude, ce chiffre peut interroger car la base brute de BD Carthage recense 42940 objets « plans d’eau » si l’on se base uniquement sur la cartographie nationale, et 64916 objets « plans d’eau » en faisant le total de toutes les bases régionales.
La BD TOPO enfin, une des quatre composantes, avec BD Ortho, BD Parcellaire et BD Adresse, du Référentiel à grande échelle (RGE) confié par l’État français à l'IGN, est une base bien plus précise permettant ainsi une exploitation jusqu’à une échelle de 1/10 000 voire 1/5 000. Numériquement, la couche « SURFACE_EAU » brute présente 790471 objets géoréférencés, soit environ 18 fois plus que dans BD Carthage avant traitement.

### Vers un inventaire exhaustif et catégorisé
Cette étude de 2013 aboutit à la conclusion que la France compte plus de 550000 plans d’eau de plus de 1 are, d’origine naturelle ou anthropique, chiffre bien plus important que ce que l'état des connaissances en 2013 à l’échelle de l’État français laisse transparaître, à savoir 34000 plans d’eau. Les auteurs suggèrent que soit entrepris un inventaire exhaustif et catégorisé des plans d’eau.
C’est précisément une des conclusions du « Varenne de l'eau et de l’agriculture face au changement climatique », une instance de concertation faisant suite aux Assises de l’eau de 2017 et 2019 et qui a rendu ses conclusions en 2022. Le Premier ministre annonce vouloir établir un inventaire exhaustif des retenues d’eau en France (supérieures à 0,1 hectare) ainsi qu’un suivi des volumes stockés par méthodes satellitaires en lien avec le Centre national d'études spatiales (CNES) pour une mise à disposition avant la fin 2022. En parallèle une dizaine de territoires pilotes seraient sélectionnés pour explorer les voies de remobilisation des volumes stockés non-utilisés.

## Cadre juridique
Le cadre juridique de conception, construction et exploitation des retenues en France est relativement complexe. Il relève notamment de plusieurs codes : urbanisme, environnement, santé publique, minier. Un rapport d’information de l'Assemblée Nationale sur la gestion des conflits d’usage en situation de pénurie d’eau, publié en 2020, souligne la multiplicité des textes qui complique la compréhension par les usagers des enjeux de la gestion de l'eau dans toutes ses dimensions, de même que la connaissance de leurs droits et devoirs en ce domaine. Cette multiplicité complique aussi la maîtrise par les acteurs locaux des différents leviers et outils à leur disposition et ne favorise pas toujours la cohérence des décisions prises dans chacune des dimensions de la gestion de l’eau (organisation et encadrement des usages, régulation des rejets, protection ou restauration des milieux) alors qu’elles ont toutes un impact sur la disponibilité de l’eau douce.
La succession des textes a enfin entraîné une multiplicité de services de contrôle, d’acteurs et d’organismes intéressés (et ce, malgré la désignation d’une autorité unique pour les missions GEMAPI) qui brouille la lisibilité de la gouvernance locale de l’eau et des responsabilités de chaque échelon.

### Cadre européen
Le cadre législatif environnemental des retenues s’inscrit dans celui plus général de l’eau et est supra-national. En Europe, la Directive-cadre sur l'eau, adoptée le 23 octobre 2000, constitue la pièce législative centrale dans laquelle sont regroupées les principales obligations concernant la gestion de l’eau de l’Union Européenne. Elle marque une évolution conceptuelle importante des textes européens : le passage d’une approche orientée « usages » à une approche axée sur la préservation des milieux. L’objectif initial était d’atteindre, à l’horizon 2015, un bon état de toutes ces eaux, ce qui signifie un bon état écologique et un bon état chimique des eaux de surface, ainsi qu’un bon état qualitatif et quantitatif des eaux souterraines. Elle a ensuite été complétée par diverses autres directives et l'échéance de 2015 a été repoussée,. Ces directives européennes sont déclinées dans chaque État membre notamment au travers lois transposant les directives et de dispositifs réglementaires spécifiques. En France, la Directive-cadre a été transposée en 2004.

### Gestion quantitative des eaux et lien avec les retenues

#### Premières bases d’une gestion quantitative équilibrée (1992)
La première loi sur l'eau du 3 janvier 1992 affiche les ressources en eau comme « patrimoine commun de la nation » et pose les principes d'une gestion intégrée de l'eau, équilibrée entre les différents usages et globale. En outre, elle tente de concilier les objectifs de préservation des écosystèmes aquatiques et des zones humides et de valorisation de l'eau comme une ressource économique,. Dans cette logique sont en particulier créées en 1994 les zones de répartition des eaux (ZRE), des zones comprenant des bassins, sous-bassins, systèmes aquifères ou fractions de ceux-ci caractérisés par une insuffisance, autre qu'exceptionnelle, des ressources par rapport aux besoins.

#### Réforme des volumes prélevables (2006)
La deuxième loi sur l'eau ou LEMA, adoptée en 2006, a pour objectifs initiaux d’atteindre le bon état des eaux d'ici à 2015 et la mise en place d’une gestion durable de la ressource en eau et une résorption des déséquilibres chroniques, à travers la réforme dite des « volumes prélevables ». Une ressource en eau est considérée faire l’objet d’une gestion quantitative équilibrée lorsque, statistiquement, huit années sur dix en moyenne, les volumes et débits maximums autorisés ou déclarés dans cette ressource, quels qu’en soient leurs usages, peuvent en totalité être prélevés dans celle-ci tout en garantissant le bon fonctionnement des milieux aquatiques correspondants. Il s’agit là de la notion de volumes prélevables.
La garantie du bon fonctionnement de ces milieux peut, lorsqu’ils existent, s’observer par le respect des débits d’objectif d’étiage (DOE) dans les SDAGE ou les SAGE
La procédure de retour à l’équilibre doit ainsi être engagée ou poursuivie sur tous les bassins en déséquilibre quantitatif. Cette circulaire du 30 juin 2008 fixe ainsi les objectifs généraux visés pour la résorption des déficits quantitatifs :
- l’évaluation des volumes prélevables globaux par les agences de l'eau et les DREAL de bassin en absence de CLE ;
- l’engagement d’un programme de révision des autorisations de prélèvement dès la connaissance des volumes prélevables pour que le volume total autorisé soit au plus égal au volume prélevable d’ici fin 2014, 2017 ou 2021 selon les bassins ;
- la répartition des prélèvements d’eau à usage d’irrigation agricole pouvant être déléguée, notamment dans le cas de ZRE, à un organisme unique de gestion collective (OUGC) regroupant les irrigants sur un périmètre adapté.

#### Nouveaux critères pour la création de nouvelles retenues (2010)
La circulaire du 3 août 2010 précise les mesures pour atteindre le retour à l’équilibre quantitatif dans les bassins à écart important. Ces mesures passent d’abord par des économies d’eau en changeant notamment certaines pratiques culturales, mais aussi, sous certaines conditions, à créer de nouvelles ressources, à savoir des retenues. Cette circulaire demande également aux agences de l’eau d’envisager une majoration des taux d’aide pouvant aller jusqu’à 70 % pour les études d’incidence et projets de retenues de substitution collectives, sous réserve d’une participation financière des agriculteurs. La conférence environnementale de septembre 2013 précise que dorénavant, seules les retenues de substitution s’inscrivant dans un projet de territoire pourront être subventionnées par les Agences de l’eau.

#### Prise en compte du changement climatique (2021)
Un nouveau cadre règlementaire pour la gestion de l'eau est mis en place en 2021 pour prendre en compte les changements climatiques. Le décret du 23 juin 2021 sur la gestion quantitative de la ressource en eau vise à mieux organiser la gestion des crises liées à la sécheresse. Il renforce notamment le cadre des projets territoriaux de gestion de l’eau (PTGE), actuellement au nombre de 43 (100 prévus d'ici à 2027). Ces derniers incluent notamment les économies d'eau, les pratiques agricoles ou encore le stockage de l'eau dans des retenues.

### Réglementation liée au code de l'urbanisme

#### Permis d'aménager ou déclaration
Avant de commencer l'étude d'un projet de retenue et, en parallèle avec l'analyse de faisabilité, en conformité avec le code de l'urbanisme, il convient de demander, à partir d'un dossier succinct, un certificat d'urbanisme (CU) puis un permis d'aménager. La demande auprès du maire d'un CU permet à la préfecture de vérifier que le projet est éligible vis-à-vis des textes réglementaires sur l'eau. Le certificat permet de geler la situation foncière pendant 18 mois. Ensuite une déclaration de travaux ou un permis d'aménager sont exigibles en fonction des seuils suivants :
| Permis d'aménager                | Profondeur d'affouillement ou une hauteur d'exhaussement supérieure à 2 m et une superficie supérieure à 2 ha. |
| Déclaration préalable de travaux | Superficies comprises entre 100 m2 et 2 ha.                                                                    |

#### Archéologie préventive
Le décret du 3 juin 2004 relatif à l'archéologie préventive est applicable pour, :
- les opérations soumises à permis d'aménager ;
- les travaux d'affouillement, de nivellement ou d'exhaussement de sol liés à des opérations d'aménagement d'une superficie supérieure à 10 000 m2 et affectant le sol sur une profondeur de plus de 0,50 mètre ;
- les travaux de création de retenues d'eau ou de canaux d'irrigation d'une profondeur supérieure à 0,5 mètre et portant sur une surface de plus de 10 000 m2

### Réglementation liée au code de l’environnement – Prélèvements
Les prélèvements ont lieu en eaux souterraines (qui peuvent être dites « libres » ou « captives » en fonction des caractéristiques de l'aquifère) ou dans les eaux superficielles (qui comprennent les eaux courantes (cours d'eau, canaux) ou stagnantes (étangs, plans d'eau, barrages). Ils sont soumis à autorisation ou déclaration en fonction des volumes prélevés sur la ressource, en application de l’article R 214-1 du code de l'environnement.
Des arrêtés interministériels fixent les prescriptions générales aux prélèvements relevant des rubriques 1.1.2.0, 1.2.1.0,1.2.2.0 ou 1.3.1.0 (obligation d'avoir un compteur, transmission des volumes) : pour les prélèvements soumis à déclaration (arrêté du 11 septembre 2003) et pour les prélèvements soumis à autorisation (arrêté du 11 septembre 2003).

#### Prélèvements pour la recherche ou surveillance
Les prélèvements temporaires de types sondages, forages, création de puits ou d’ouvrage souterrain, non destiné à un usage domestique, exécutés en vue de la recherche ou de la surveillance d’eaux souterraines sont soumis à déclaration.

#### Prélèvements dans un système aquifère
Les prélèvements issus d’un forage, puits ou ouvrage souterrain dans un système aquifère, à l’exclusion de nappes d’accompagnement de cours d’eau, par pompage, drainage, dérivation ou tout autre procédé, sont soumis à autorisation ou déclaration selon les seuils suivants :
| Autorisation | si le prélèvement est supérieur ou égal à 200 000 m3 par an                           |
| Déclaration  | si le prélèvement est supérieur à 10 000 m3 par an mais inférieur à 200 000 m3 par an |

#### Prélèvements dans un cours d'eau
Les prélèvements dans un cours d’eau, dans sa nappe d’accompagnement ou dans un plan d’eau ou canal alimenté par ce cours d’eau ou cette nappe sont soumis à autorisation ou déclaration selon les seuils suivants :
| Autorisation | - d’une capacité totale maximale supérieure ou égale à 1 000 m3/h ou à 5 % du débit du cours d’eau ou, à défaut, du débit global d’alimentation du canal ou du plan d’eau. - lorsque le débit du cours d’eau en période d’étiage résulte, pour plus de moitié, d’une ré-alimentation artificielle. Toutefois, en ce qui concerne la Seine, la Loire, la Marne et l’Yonne, il n’y a lieu à autorisation que lorsque la capacité du prélèvement est supérieure à 80 m3/h |
| Déclaration  | d’une capacité totale maximale comprise entre 400 et 1 000 m3/h ou entre 2 et 5 % du débit du cours d'eau ou, à défaut, du débit global d’alimentation du canal ou du plan d’eau |

#### Prélèvements dans un cours d'eau dont le débit en période d'étiage résulte, pour plus de moitié, d'une réalimentation artificielle
Hors convention spécifique, les prélèvements dans un cours d’eau, dans sa nappe d’accompagnement ou dans un plan d’eau ou canal alimenté par ce cours d’eau ou cette nappe dont le débit en période d'étiage résulte, pour plus de moitié, d'une réalimentation artificielle, sont soumis à autorisation.

#### Prélèvements dans une zone de répartition des eaux (ZRE)
Hors convention spécifique, les prélèvements dans une zone de répartition des eaux où des mesures permanentes de répartition quantitative sont instituées sont soumis aux obligations suivantes :
| Autorisation | capacité supérieure ou égale à 8 m3/h |
| Déclaration  | dans les autres cas                   |

#### Organismes uniques de gestion collective
Les organismes uniques de gestion collective (articles R211-113 et s.), prévus par la Loi sur l'Eau et les Milieux Aquatiques de 2006 peuvent solliciter des autorisations uniques regroupant l'ensemble des demandes de prélèvements (sir toute Tannée) sur son périmètre et pour une durée maximale de 15 ans (articles R214-31-1 à R214-31-3 c.env). Sur la base de ces autorisations et le cas échéant, des réductions de prélèvements prévues, un plan annuel (PAR) répartit les volumes par point de prélèvement.

#### Prélèvements en cas de sécheresse
Par ailleurs, des mesures de limitation de l'irrigation en cas de sécheresse ou de risque de pénurie existent (artR211- 66 c env) et sont dévolues aux préfets de département. Le préfet coordonnateur de bassin peut arrêter des mesures coordonnées dans plusieurs départements, avec une obligation de conformité des arrêtés sécheresse départementaux (R211-69).

#### Cas des zones déséquilibrées
Enfin, certains bassins ont mis en place des protocoles de gestion par les débits en zones déséquilibrées : prévus par les protocoles d'accord État - profession agricole en région Aquitaine, Midi-Pyrénées et Poitou-Charentes en dehors de tout cadre réglementaire à la base puis repris dans les arrêtés de création des OUGC. Ces protocoles proposent des mesures de limitation de l'irrigation (ex. tours d'eau) à mettre en œuvre dès le franchissement des - Débits d’objectif d’étiage pour éviter les mesures de restrictions réglementaires. Cela conduit à « flirter » avec les seuils de gestion réglementaire, ce qui est désastreux pour les milieux aquatiques.

### Réglementation liée au code de l’environnement – ouvrages ayant un impact sur l'environnement
Les « installations, ouvrages, travaux et activités » (IOTA) sont soumis à autorisation environnementale (Art. L.214-3 du code de l'environnement) pour les opérations susceptibles de présenter des dangers pour la santé et la sécurité publique, de nuire au libre écoulement des eaux, de réduire la ressource en eaux, d'accroître notablement le risque d'inondation ou de porter gravement atteinte à la qualité ou à la diversité du milieu aquatique.
Les IOTA ne présentant pas ces dangers sont soumis à déclaration. Ils doivent néanmoins respecter les règles générales de préservation de la qualité et de la répartition des eaux superficielles, souterraines et des eaux de la mer dans la limite des eaux territoriales. Pour chaque catégorie d'ouvrage des critères sont fixés pour déterminé le régime auquel l'ouvrage est soumis (autorisation ou déclaration).

#### Plans d'eau
Les plans d'eau, permanents ou non, sont soumis au régime de l'autorisation ou de la déclaration selon les critères de surface suivants :
| Autorisation | Superficie supérieure ou égale à 3 ha                 |
| Déclaration  | Superficie supérieure à 0,1 ha mais inférieure à 3 ha |

#### Ouvrages liés à une retenue
| Type d'ouvrage | Type d'ouvrage | Autorisation | Déclaration |
| --- | --- | --- | --- |
| Dans le lit mineur d'un cours d'eau | Obstacle à l'écoulement des crues. | toute installation | |
| Dans le lit mineur d'un cours d'eau | Obstacle à la continuité écologique | entraînant une différence de niveau supérieure ou égale à 50 cm, pour le débit moyen annuel de la ligne d'eau entre l'amont et l'aval de l'ouvrage ou de l'installation. | Entraînant une différence de niveau supérieure à 20 cm mais inférieure à 50 cm pour le débit moyen annuel de la ligne d'eau entre l'amont et l'aval de l'ouvrage ou de l'installation. |
| Dans le lit mineur d'un cours d'eau | étant de nature à détruire les frayères, les zones de croissance ou les zones d'alimentation de la faune piscicole, des crustacés et des batraciens, ou dans le lit majeur d'un cours d'eau, étant de nature à détruire les frayères de brochet | Destruction de plus de 200 m2 de frayères. | Dans les autres cas. |
| Dans le lit mineur d'un cours d'eau | modifiant le profil en long ou le profil en travers du lit mineur. | Sur une longueur de cours d'eau supérieure ou égale à 100 m | Sur une longueur de cours d'eau inférieure à 100 m. |
| Ayant un impact sensible sur la luminosité nécessaire au maintien de la vie et de la circulation aquatique dans un cours d'eau sur une longueur | Ayant un impact sensible sur la luminosité nécessaire au maintien de la vie et de la circulation aquatique dans un cours d'eau sur une longueur                                                                                                 | Supérieure ou égale à 100 m. | Supérieure ou égale à 10 m et inférieure à 100 m. |
| Dans le lit majeur d'un cours d'eau | Dans le lit majeur d'un cours d'eau | Surface soustraite supérieure ou égale à 10 000 m2 | Surface soustraite supérieure ou égale à 400 m2 et inférieure à 10 000 m2. |

#### Retenue située en zone humide
Les critères pour l'assèchement, la mise en eau, l'imperméabilisation, les remblais de zones humides ou de marais sont :
| Autorisation | surface asséchée supérieure ou égale à un hectare           |
| Déclaration  | surface asséchée supérieure à 0,1 ha mais inférieure à 1 ha |

### Réglementation liée au code de la santé publique
Le code de la santé publique s'applique au cas particulier des forages destinés à un usage alimentaire (eau destinée à la consommation humaine, eau utilisée dans l’industrie agroalimentaire notamment). Le captage doit respecter les prescriptions énoncées par son arrêté d’autorisation spécifique, pris en application de la législation sur l'eau et du code général de la santé,.
Pour un usage alimentaire et/ou sanitaire collectif, le captage et la zone affectée par le prélèvement sont protégés par des prescriptions spécifiques détaillées dans les différents périmètres de protection du captage :
- périmètre de protection immédiate : surface clôturée de quelques ares ;
- périmètre de protection rapprochée : zone d’appel du captage dont la surface variesuivant le type d’aquifère (nappe captive ou aquifère karstique…) ;
- périmètre de protection éloigné : zone d'alimentation du captage.

### Réglementation liée au code minier
Le code minier est à prendre en compte dans le cas de forage associé à la retenue. L’obligation de déclaration préalable s’impose à toute personne exécutant un sondage, un ouvrage souterrain ou un forage dont la profondeur dépasse 10 mètres (article 131 du code minier). Cette réglementation est générale et s’applique à tous les types de forages : forages d’eau, forages géothermiques, recherche de substances utiles, fondations, géophysique, reconnaissance géologique.

### Réglementation technique liée à la construction des retenues
Selon le type de retenue et les dispositifs de construction retenus, un ou plusieurs des cahiers des clauses techniques générales suivants est ou sont à respecter en conception et en réalisation :
- fascicule 35 relatif aux aménagements paysagers - Aires de sports et de loisirs en plein air ;
- fascicule 70 titre I relatif à la fourniture, pose et réhabilitation de canalisations d'eaux à écoulement à surface libre ;
- fascicule 70 titre II relatif aux ouvrages de recueil, de stockage et de restitution des eaux pluviales[46] ;
- fascicule 71 relatif à la fourniture, pose et réhabilitation de canalisations d'eaux à écoulement sous pression ;
- fascicule 73 relatif à l'équipement d'installations de pompage d'eaux claires destinées aux consommations humaines, agricoles et industrielles[47] ;
- fascicule 74 relatif à la construction des réservoirs en béton et réhabilitation des réservoirs en béton ou en maçonnerie[48] ;
- fascicule 81 titre I relatif à l'équipement d'installations de pompage pour réseaux d'évacuation et d'assainissement.

### Réglementation liée à la sécurité des retenues
Les retenues d’eau servent à retenir temporairement une quantité plus ou moins grande d’eau pour différents usages et accumulent donc des quantités importantes, voire considérables, d’énergie. La libération fortuite de cette énergie par rupture soit du barrage pour un lac de barrage, soit de la digue périphérique ou de la paroi extérieure pour toute autre retenue, est une source de risques importants. Chaque pays définit une classification des ouvrages en fonction de l’importance des risques et des enjeux, qui impose certaines actions de surveillance ou d'auscultations périodiques pour chque classe.
En France, un décret de 2007 prévoyait quatre classes de barrages, de A (pour les ouvrages les plus importants) à D. Il est remplacé par un décret de 2015 qui prévoit désormais trois classes de barrages, de A (pour les ouvrages les plus importants) à C.
| Actions à réaliser                                   | Type de barrage                                                                        | Type de barrage                                                         | Type de barrage                                                         |
| Actions à réaliser                                   | Classe A                                                                               | Classe B                                                                | Classe C                                                                |
| ---------------------------------------------------- | -------------------------------------------------------------------------------------- | ----------------------------------------------------------------------- | ----------------------------------------------------------------------- |
| Actualisation de l’étude de dangers                  | Au moins 1 fois tous les 10 ans                                                        | Au moins 1 fois tous les 15 ans                                         | /                                                                       |
| Mise à jour du rapport de surveillance               | 1 fois par an                                                                          | 1 fois tous les 3 ans                                                   | 1 fois tous les 5 ans                                                   |
| Réalisation d’une visite technique approfondie - VTA | Au moins une fois dans l'intervalle entre deux rapports de surveillance                | Au moins une fois dans l'intervalle entre deux rapports de surveillance | Au moins une fois dans l'intervalle entre deux rapports de surveillance |
|                                                      | A l'issue de tout événement ou évolution déclaré en application de l'article R.214-125 |                                                                         |                                                                         |
| Rapport d’auscultation                               | 1 fois tous les 2 ans                                                                  | 1 fois tous les 5 ans                                                   | 1 fois tous les 5 ans                                                   |

## Impacts sur les ressources en eau et les milieux aquatiques
Les différents impacts potentiels de l’implantation d'une retenue ou d'un ensemble de retenues sont de trois ordres : quantitatifs (modifications de l'hydrologie et des débits des cours d’eau ainsi que du bilan hydrique pouvant amener une augmentation des sécheresses), qualitatifs (modifications hydromorphologiques, impacts physico‐chimiques et biologiques) et économiques et sociétaux (conflits d'usage, guerre de l'eau).

### Impacts quantitatifs

#### Impacts sur l'hydrologie
De façon générale, le bilan hydrique d'une retenue est influencé par des flux en entrée (écoulements en entrée de la retenue, précipitations directes, apports par la nappe ou par fluxe de condensation) et en sortie (liées à des pertes par infiltration, par évaporation, des prélèvements dans la retenue ou des débits en sortie de la retenue).
Selon une étude de 2013 de l'IRSTEA menée par Laetitia Roger faisant une synthèse des connaissances sur les retenues collinaires, les impacts cumulés d’un ensemble de petites retenues sur un bassin versant ou un ensemble de bassins est important sur les apports en eau du bassin versant. En effet, les plans d’eau en série interceptent la totalité des apports en eau. Il s’agit d’une véritable disparition d’un tronçon du cours d’eau. Les retenues collinaires ont une alimentation non maîtrisée et interceptent la totalité des eaux pluviales ainsi que des sources lorsqu'elles captent des sources, entrainant plusieurs effets, :
- L’épuisement des nappes d’accompagnement et donc la hausse des étiages,
- La diminution de l’impact bénéfique des pluies estivales qui participent au regonflement des rivières,
- La diminution des débits d’étiage due à l’impact cumulé des ouvrages en tête de bassin.

L’intensité des impacts est assez variable, d'une part sur un même bassin, en fonction des conditions climatiques de chaque année, les diminutions des débits étant systématiquement plus importantes les années sèches que les années humides, et d’autre part, d’un bassin à l’autre. La variabilité entre deux bassins peut s’expliquer par la différence d’équipement en retenues des bassins, leur situation dans le bassin, et/ou par leur utilisation.
Les retenues, dont la durée de vie est en général de plusieurs décennies, constituent des capacités de stockages conséquentes, et leur volume à l’échelle planétaire est du même ordre de grandeur que celles des grands barrages. Ainsi dans les régions où les projections climatiques conduisent à une augmentation des sécheresses, il faut s’attendre à ce que l’impact des retenues existantes sur l'hydrologie augmente.

#### Impacts sur le bilan hydrique (évaporation, sécheresse)
Selon la Fédération Rhône-Alpes de protection de la nature (2007), sur un plan d’eau, l'absence de courant favorise le réchauffement des eaux. Il en résulte un accroissement de l’évaporation. Pour le sud‐est de la France, l’évaporation est évaluée en moyenne à 0,55 litre par seconde et par hectare, pendant les trois mois d’été, des chiffres cohérents avec les estimations fournies par le CNRS pour les milieux tempérés de 2 à 3 mm d’évaporation par jour, correspondant à 2 à 3 litres par m2 de plan d’eau. Ainsi un plan d'eau de 10 000 m2 connaît une évaporation de 2 700 m3 sur les trois mois d'été.
La notion de sécheresse « anthropique » a été développée par Van Loon et al. en 2016 en comparant les courbes de débits observés avec celles des débits naturels simulés. Leur étude fait ressortir l’existence d'épisodes secs « dus aux prélèvements et à la gestion par des réservoirs, indépendamment des conditions climatiques ». Les exemples emblématiques en sont l’assèchement de la Mer d'Aral et celui du Lac Tchad. Wada et al. (2013) font quant à eux ressortir une intensification des sécheresses entre 1960 et 2010 à l’échelle du globe (+ 27 %) et en Europe (+ 20 %). Ils montrent par exemple que les prélèvements humains ont intensifié la sécheresse de 2003 de 40 à 300 % sur l’Europe entière et notamment dans le pourtour méditerranéen.

### Impacts qualitatifs

#### Impacts hydromorphologiques
La présence de barrages de toutes tailles au sein d'un bassin versant perturbe le mouvement des sédiments, dénommé transport solide, par piégeage dans des réservoirs, réduisant ainsi le flux total de sédiments à l’exutoire d’un bassin. Le volume total des sédiments déposés dans un réservoir dépend de l'érosion brute en amont du bassin, de la proportion de sédiments arrivant au réservoir et des caractéristiques de sédimentation des sédiments à l'intérieur du réservoir,.
Dans la mesure où les retenues modifient les débits liquides et stockent des sédiments, il est logique qu’elles modifient le fonctionnement morphologique des tronçons fluviaux situés en aval. Selon les scénarios liés au volume de sédiments stockés et aux débits, les impacts consisteront en une incision du chenal aval, la sédimentation latérale contribuant à la construction de nouvelles terrasses dont l’altitude est inférieure aux précédentes, réduisant ainsi la largeur du chenal.
Aux États-Unis, l’effet cumulé des millions de petites retenues artificielles, ainsi que des dizaines de milliers de grands barrages installés sur les petits et grands cours d’eau, a profondément modifié le paysage hydrologique du pays ainsi que les conditions de transport de sédiments. Cette altération n’a fait que s’accroître sur la période 1950-2000. Ainsi, les réservoirs ont continué à piéger les sédiments, bien que certains aient vu leur capacité de stockage se réduire par sédimentation.
En France, une étude a été réalisée en 2000 sur l’envasement des retenues sur l'ensemble du département de la Haute-Garonne afin de préconiser des solutions touchant la gestion des retenues collinaires en les intégrant dans le bassin versant concerné. Près de 70 % des 240 retenues inventoriées présentaient des problèmes d’envasement et il est apparu qu'à l'origine, les aménageurs n'avaient pas prévu cet envasement des ouvrages, ni dans la conception (absence de bassin de décantation, développement des cultures de printemps qui favorisent l’érosion en climat à orages de printemps), ni dans le choix du site (en aval des zones à risque d'érosion).

#### Impacts physico-chimiques
La « qualité physico-chimique » d’une eau est une notion associée à la gestion environnementale des milieux aquatiques. Elle exprime les effets attendus de sa composition sur les divers usages de l’eau et le fonctionnement des écosystèmes aquatiques. Elle intervient en particulier dans l’évaluation de l’état écologique d’une masse d’eau de la Directive-cadre sur l'eau. Elle s’apprécie à travers un ensemble de paramètres physiques et chimiques divers (température, pH, turbidité, concentrations dissoutes et particulaires, minérales et organiques, macro ou micropolluants, etc.), plus ou moins interdépendants et comparés à des normes environnementales basées sur des exigences relatives aux usages ou des connaissances sur la réponse des écosystèmes aquatiques.
Un grand nombre de lacs dans le monde présentent une stratification thermique. La plupart des grands lacs, mais aussi des lacs de taille moyenne et des petits lacs, n’ont pas de recirculation suffisante pour permettre une homogénéisation de la colonne d’eau. Cette stratification permanente a un impact décisif sur la distribution des éléments dissous comme les nutriments et l’oxygène détermine donc la dynamique de la biocénose dans le lac. Par ailleurs les plans d’eau (essentiellement ceux en série et moyennement ceux en dérivation), exercent une élévation de la température sur les cours d’eau en aval en période estivale et peuvent créer un refroidissement en été lors des lâchures par moine ou en hiver. De manière générale, l’impact thermique des plans d'eau ne va pas au‐delà du kilomètre, sauf dans les cas de lâchure des lacs de barrages importants qui peuvent avoir des impacts sur plusieurs dizaines de kilomètres.
Le fonctionnement de chaque retenue vis-à-vis des variables physico-chimiques dépend des caractéristiques des flux entrants. C’est par exemple le cas de la dénitrification qui dépend de la charge en nitrate dans l’eau d’alimentation. Or ces flux entrants peuvent être déjà influencés par le passage dans d’autres retenues.

#### Impacts biologiques
Les principaux impacts biologiques concernent les populations d’invertébrés benthiques et les populations piscicoles vivantes en amont, dans et en aval des retenues. Les lacs de barrage constituent notamment un obstacle à la libre circulation et à la dispersion des espèces, modifient les conditions biotiques et abiotiques, induisent une diminution des espèces rhéophiles et favorisent l’implantation d’espèces invasives.
Une retenue induit également l’installation d’un nouveau milieu, susceptible d’abriter un nouveau cortège d’espèces, distinct de celui du cours d’eau, et qui pourra alors coloniser le réseau hydrographique et interagir avec les espèces en place. Sur les retenues jouant le rôle de réservoir biologique, l’utilisation des volumes stockés peut engendrer des marnages importants susceptibles de détériorer le milieu et les espèces en présence,.

## Impacts économiques et sociétaux

### Impacts sur les pratiques agricoles
Les effets indirects des retenues, en particulier, sur l’évolution de l’occupation des sols et des pratiques agricoles ne sont généralement pas pris en compte dans les études. Or ces effets peuvent être non négligeables et sources de conflits. Ainsi, l’irrigation se traduit généralement par une intensification des cultures qui peut alors potentiellement consommer plus d’eau pluviale et réduire ainsi la part des écoulements. A l’inverse, l’irrigation peut générer des pertes qui peuvent contribuer aux débits des sous-bassins. L’impact de la modification de l’occupation des sols varie donc certainement selon les bassins en fonction des pratiques et de l’occupation des sols avant et après la création des retenues.

### Analyse économique des projets
Selon le rapport du préfet Bisch sur la « gestion de la ressource en eau, agriculture et changement climatique » en France, publié en 2018, l'analyse économique des projets de retenues et de leurs impacts socio‐économiques à travers une analyse coûts/bénéfices semble jusqu’alors rarement menée sur les projets de retenues et peut parfois être taxée de subjective lorsqu'elle existe,.

### Conflits d'usage
La question de la hiérarchisation des usages et de la privatisation de l’eau est posée avec la création de retenues, notamment en France où elles peuvent être financées pour certaines à hauteur de 70 % par de l’argent public. Elles privilégient en effet certains propriétaires/usagers face aux autres acteurs et activités à l'échelle d'un bassin versant, souvent par ailleurs dans des bassins présentant un déséquilibre entre les ressources en eau disponibles et les usages qui en sont faits.

#### Obligation de projets de territoires pour les zones en tension depuis 2015
En France, pour compléter les SDAGE, outils d'analyse globale de la gestion de l'eau à l'échelon des grands bassins, et les SAGE, lorsqu'ils existent, qui permettent sur la base des grandes orientations du SDAGE de construire un programme global cohérent à l'échelle du bassin concerné et de coordonner cette mise en œuvre, les projets de territoires ont été créés en 2015 pour anticiper ces conflits d'usage. Ces contrats territoriaux ont pour objectif une gestion équilibrée de la ressource en eau, sans détériorer la qualité chimique et écologique des milieux aquatiques, et doivent être le fruit d’une concertation associant tous les acteurs du territoire. Le nombre de projets qui a pu aboutir est, en 2018, année de publication du rapport du préfet Bisch, relativement faible. L’un des principaux sujets de discorde sur le territoire tient aux critères qui permettent d’évaluer la ressource disponible et en particulier à la question de l'historique des 15 ans qui donne des références basées sur des pratiques anciennes et parfois moins documentées, et décalées par rapport aux évolutions liées au changement climatique.

#### Conflits multiples
S’agissant des retenues multi-usages, des désaccords existent quant à leur utilisation, certains acteurs souhaitant les déstocker pendant l’été (notamment les irrigants, les pêcheurs, les gestionnaires de canaux, etc.) et d’autres limiter leur déstockage (hydroélectriciens, acteurs du tourisme sur les lacs, services de lutte contre les incendies, etc.).

## Limitation des impacts et alternatives aux retenues

### Limitation des impacts
Plusieurs solutions existent pour limiter les impacts :
- une bonne connaissance à l'échelle nationale des retenues est un préalable nécessaire : typologie des retenues, volumes concernés (stockage) et usages associés (prélèvements) (une étude de 2013 fait le point sur les inventaires et bases de données existantes et insiste sur la nécessité d'un inventaire national exhaustif[67]) ;
- des pratiques de gestion optimisées : respect des débits réservés pour les retenues en barrage, meilleure gestion des vidanges (volumes et tranches d’eau évacués), limitation des rejets d’espèces invasives, installation de ripisylve, aménagement des berges selon les usages, suppression des retenues délaissées, si elles n’ont plus d’usages et ne constituent pas des réserves de biodiversité prioritaires ;
- des conditions de remplissage adaptées : déconnexions des retenues collinaires en étiage (en stoppant leur alimentation par les eaux de ruissellement), mise en place de bras de contournement sur les retenues en cours d’eau, récupération des eaux de drainage ;
- la mise en place de projet de territoires dans les zones à forte tensions sur les prélèvements est également nécessaire pour accompagner les projets de retenues.

### Alternatives aux retenues
Plusieurs pistes peuvent être explorées, :
- éviter la construction même des retenues, avec des propositions crédibles visant à baisser au maximum la demande en eau sur l’ensemble des usages ;
- apprécier l’opportunité économique des projets au stade de leur autorisation, en tenant compte des projections climatiques ;
- exiger de la part des acteurs bénéficiant d’un accès sécurisé à l'eau des contreparties réciproques substantielles (économie, approche agro-écologique), faisant l’objet de contrôle et de sanction en cas de non-respect.